# Подострый тиреоидит
Подо́стрый ти́реоиди́т — воспаление щитовидной железы, по-видимому вирусной этиологии, сопровождающееся образованием в ткани железы гранулём. Считается, что в патогенезе подострого тиреоидита участвуют аутоиммунные механизмы. Начало и ранние симптомы заболевания сходны с клинической картиной острого тиреоидита, однако их интенсивность значительно менее выражена. Развивается через 3—6 недель после перенесённой вирусной инфекции — проникая внутрь клеток вирус вызывает образование атипичных белков, на которые организм реагирует воспалительной реакцией. Могут отмечаться аутоиммунные реакции. Чаще заболевание встречается у женщин в возрасте 30—60 лет. Течение длительное от нескольких месяцев до лет с чередованием периодов обострения и ремиссии. Различают:
- тиреоидит де Кервена;
- подострый лимфоцитарный тиреоидит.

## Тиреоидит де Кервена
Одна из наиболее распространённых форм подострого тиреоидита. Увеличение частоты новых случаев заболевания отмечается в осенне-зимний период. Женщины болеют в 4 раза чаще мужчин, наибольшее число случаев регистрируется в возрасте 30—40 лет. Течение заболевания имеет тенденцию к рецидивированию. Прогноз благоприятный.